# Плавильщиков, Василий Алексеевич
Василий Алексеевич Плавильщиков (1768, Москва — 14 (26) августа 1823, Санкт-Петербург) — русский издатель, библиотекарь и книготорговец.

## Биография
Происходил из московского купеческого рода. Брат актёра и писателя П. А. Плавильщикова, а также государственного служащего и издателя А. А. Плавильщикова. В конце 90-х годов XVIII века в Петербурге, арендовав типографию, организовал крупное издательское и книготорговое предприятие. В 1815 году при книжном магазине Плавильщикова была создана первая в Петербурге публичная «библиотека для чтения».
Библиотека и книжная лавка Плавильщикова пользовались в первой четверти XIX века большой популярностью среди учёных и литераторов, свой магазин он имел в Гостином дворе Санкт-Петербурга. 
В 1820 году библиограф В. Г. Анастасевич произвёл опись всех книг из библиотеки (в своё время единственной в Санкт-Петербурге), составив «Роспись российским книгам для чтения… из библиотеки В. А. Плавильщикова», насчитывавшую около 7 000 наименований русских книг. К «Росписи» ежегодно издавались «Прибавления», так с 1820 по 1825 год вышло 6 «Прибавлений», и ещё 3 после его смерти. Это издание, вместе с дополнениями, является вторым по времени пособием по русской библиографии.
Похоронен на Литераторских мостках. Книжное предприятие (магазин, библиотека и типография) Плавильщикова после его кончины по завещанию перешло к А. Ф. Смирдину, служившему у него приказчиком.